# Vancouver Island Air
Vancouver Island Air — канадская авиакомпания со штаб-квартирой на острове Ванкувер, выполняющая регулярные и чартерные перевозки местного значения на гидросамолётах.
Базовым аэропортом перевозчика является Аэропорт Кэмпбелл-Ривер.

## История
Авиакомпания Vancouver Island Air была основана в 1985 году бизнесменом Ларри Лэнгфордом. Первоначально перевозчик выполнял регулярные и чартерные пассажирские рейсы на одном гидросамолёте из населённого пункта Кэмпбелл-Ривер в аэропорты местного значения провинции Британская Колумбия. Впоследствии флот авиакомпании вырос до семи воздушных судов.

## Маршрутная сеть
В марте 2009 года маршрутная сеть авиакомпании Vancouver Island Air включала в себя следующие пункты назначения:
- Кэмпбелл-Ривер — Аэропорт Кэмпбелл-Ривер
- Аэродром Блин-Чаннел-Уотер
- Бариэл-Ков
- Эко-Бэй
- Фейрвелл-Харбор
- Глендейл-Ков
- Гринуэй-Саунд
- Кингкам-Инлет
- Лагун-Ков
- Пьерис-Бэй
- Порт-Невилл
- Салливн-Бэй

## Флот
По состоянию на 30 марта 2009 года флот авиакомпании Vancouver Island Air составляли следующие воздушные суда::
- 3 de Havilland Canada DHC-2 Beaver
- 1 de Havilland Canada DHCT-3 Turbo Otter
- 3 Beech 18